# Perisama amalia
Perisama amalia är en fjärilsart som beskrevs av Charles Oberthür 1916. Perisama amalia ingår i släktet Perisama och familjen praktfjärilar. Inga underarter finns listade i Catalogue of Life.